# Liste des médaillés olympiques en taekwondo
Voici la liste des médaillés des épreuves de taekwondo aux Jeux olympiques de 2000 à 2012.

## Compétitions masculines

### Poids mouches
| Édition             | Or                       | Argent                        | Bronze                        |
| ------------------- | ------------------------ | ----------------------------- | ----------------------------- |
| Moins de 58 kg      |                          |                               |                               |
| Sydney 2000         | Michail Mouroutsos (GRE) | Gabriel Esparza (ESP)         | Huang Chih-hsiung (TPE)       |
| Athènes 2004        | Chu Mu-yen (TPE)         | Oscar Salazar (MEX)           | Tamer Bayoumi (EGY)           |
| Pékin 2008          | Guillermo Pérez (MEX)    | Gabriel Mercedes (DOM)        | Chu Mu-yen (TPE)              |
| Pékin 2008          | Guillermo Pérez (MEX)    | Gabriel Mercedes (DOM)        | Rohullah Nikpai (AFG)         |
| Londres 2012        | Joel González (ESP)      | Lee Dae-hoon (KOR)            | Alekseï Denissenko (RUS)      |
| Londres 2012        | Joel González (ESP)      | Lee Dae-hoon (KOR)            | Óscar Muñoz Oviedo (COL)      |
| Rio de Janeiro 2016 | Zhao Shuai (CHN)         | Tawin Hanprab (THA)           | Kim Tae-hun (KOR)             |
| Rio de Janeiro 2016 | Zhao Shuai (CHN)         | Tawin Hanprab (THA)           | Luisito Pie (DOM)             |
| Tokyo 2020          | Vito Dell'Aquila (ITA)   | Mohamed Khalil Jendoubi (TUN) | Jang Jun (KOR)                |
| Tokyo 2020          | Vito Dell'Aquila (ITA)   | Mohamed Khalil Jendoubi (TUN) | Mikhail Artamonov (ROC)       |
| Paris 2024          | Park Tae-joon (KOR)      | Gashim Magomedov (AZE)        | Mohamed Khalil Jendoubi (TUN) |
| Paris 2024          | Park Tae-joon (KOR)      | Gashim Magomedov (AZE)        | Cyrian Ravet (FRA)            |

### Poids légers
| Édition             | Or                     | Argent                   | Bronze                  |
| ------------------- | ---------------------- | ------------------------ | ----------------------- |
| Moins de 68 kg      |                        |                          |                         |
| Sydney 2000         | Steven López (USA)     | Sin Joon-sik (KOR)       | Hadi Saei (IRI)         |
| Athènes 2004        | Hadi Saei (IRI)        | Huang Chih-hsiung (TPE)  | Song Myeong-seob (KOR)  |
| Pékin 2008          | Son Tae-jin (KOR)      | Mark López (USA)         | Sung Yu-chi (TPE)       |
| Pékin 2008          | Son Tae-jin (KOR)      | Mark López (USA)         | Servet Tazegül (TUR)    |
| Londres 2012        | Servet Tazegül (TUR)   | Mohammad Bagheri (IRI)   | Terrence Jennings (USA) |
| Londres 2012        | Servet Tazegül (TUR)   | Mohammad Bagheri (IRI)   | Rohullah Nikpai (AFG)   |
| Rio de Janeiro 2016 | Ahmad Abughaush (JOR)  | Alekseï Denissenko (RUS) | Lee Dae-hoon (KOR)      |
| Rio de Janeiro 2016 | Ahmad Abughaush (JOR)  | Alekseï Denissenko (RUS) | Joel González (ESP)     |
| Tokyo 2020          | Ulugbek Rashitov (UZB) | Bradly Sinden (GBR)      | Hakan Reçber (TUR)      |
| Tokyo 2020          | Ulugbek Rashitov (UZB) | Bradly Sinden (GBR)      | Zhao Shuai (CHN)        |
| Paris 2024          | Ulugbek Rashitov (UZB) | Zaid Kareem (JOR)        | Edival Pontes (BRA)     |
| Paris 2024          | Ulugbek Rashitov (UZB) | Zaid Kareem (JOR)        | Liang Yushuai (CHN)     |

### Poids moyens
| Édition             | Or                         | Argent                   | Bronze                 |
| ------------------- | -------------------------- | ------------------------ | ---------------------- |
| Moins de 80 kg      |                            |                          |                        |
| Sydney 2000         | Ángel Matos (CUB)          | Faissal Ebnoutalib (GER) | Víctor Estrada (MEX)   |
| Athènes 2004        | Steven López (USA)         | Bahri Tanrikulu (TUR)    | Yousef Karami (IRI)    |
| Pékin 2008          | Hadi Saei (IRI)            | Mauro Sarmiento (ITA)    | Steven López (USA)     |
| Pékin 2008          | Hadi Saei (IRI)            | Mauro Sarmiento (ITA)    | Zhu Guo (CHN)          |
| Londres 2012        | Sebastián Crismanich (ARG) | Nicolás García (ESP)     | Lutalo Muhammad (GBR)  |
| Londres 2012        | Sebastián Crismanich (ARG) | Nicolás García (ESP)     | Mauro Sarmiento (ITA)  |
| Rio de Janeiro 2016 | Cheick Cissé (CIV)         | Lutalo Muhammad (GBR)    | Milad Beigi (AZE)      |
| Rio de Janeiro 2016 | Cheick Cissé (CIV)         | Lutalo Muhammad (GBR)    | Oussama Oueslati (TUN) |
| Tokyo 2020          | Maksim Khramtsov (ROC)     | Saleh Elsharabaty (JOR)  | Seif Eissa (EGY)       |
| Tokyo 2020          | Maksim Khramtsov (ROC)     | Saleh Elsharabaty (JOR)  | Toni Kanaet (CRO)      |
| Paris 2024          | Firas Katoussi (TUN)       | Mehran Barkhordari (IRI) | Edi Hrnic (DEN)        |
| Paris 2024          | Firas Katoussi (TUN)       | Mehran Barkhordari (IRI) | Simone Alessio (ITA)   |

### Poids lourds
| Édition             | Or                    | Argent                      | Bronze                     |
| ------------------- | --------------------- | --------------------------- | -------------------------- |
| Plus de 80 kg       |                       |                             |                            |
| Sydney 2000         | Kim Kyong-hun (KOR)   | Daniel Trenton (AUS)        | Pascal Gentil (FRA)        |
| Athènes 2004        | Moon Dae-sung (KOR)   | Aléxandros Nikolaïdis (GRE) | Pascal Gentil (FRA)        |
| Pékin 2008          | Cha Dong-min (KOR)    | Aléxandros Nikolaïdis (GRE) | Arman Chilmanov (KAZ)      |
| Pékin 2008          | Cha Dong-min (KOR)    | Aléxandros Nikolaïdis (GRE) | Chika Chukwumerije (NGR)   |
| Londres 2012        | Carlo Molfetta (ITA)  | Anthony Obame (GAB)         | Robelis Despaigne (CUB)    |
| Londres 2012        | Carlo Molfetta (ITA)  | Anthony Obame (GAB)         | Liu Xiaobo (CHN)           |
| Rio de Janeiro 2016 | Radik Isayev (AZE)    | Abdoulrazak Issoufou (NIG)  | Cha Dong-min (KOR)         |
| Rio de Janeiro 2016 | Radik Isayev (AZE)    | Abdoulrazak Issoufou (NIG)  | Maicon Siqueira (BRA)      |
| Tokyo 2020          | Vladislav Larin (ROC) | Dejan Georgievski (MKD)     | In Kyo-don (KOR)           |
| Tokyo 2020          | Vladislav Larin (ROC) | Dejan Georgievski (MKD)     | Rafael Alba Castillo (CUB) |
| Paris 2024          | Arian Salimi (IRI)    | Caden Cunningham (GBR)      | Cheick Sallah Cissé (CIV)  |
| Paris 2024          | Arian Salimi (IRI)    | Caden Cunningham (GBR)      | Rafael Alba Castillo (CUB) |

## Compétitions féminines

### Poids mouches
| Édition             | Or                           | Argent                  | Bronze                       |
| ------------------- | ---------------------------- | ----------------------- | ---------------------------- |
| Moins de 49 kg      |                              |                         |                              |
| Sydney 2000         | Lauren Burns (AUS)           | Urbia Meléndez (CUB)    | Chi Shu-ju (KOR)             |
| Athènes 2004        | Chen Shih-hsin (KOR)         | Yanelis Labrada (CUB)   | Yaowapa Boorapolchai (THA)   |
| Pékin 2008          | Wu Jingyu (CHN)              | Buttree Puedpong (THA)  | Dalia Contreras (VEN)        |
| Pékin 2008          | Wu Jingyu (CHN)              | Buttree Puedpong (THA)  | Daynellis Montejo (CUB)      |
| Londres 2012        | Wu Jingyu (CHN)              | Brigitte Yagüe (ESP)    | Chanatip Sonkham (THA)       |
| Londres 2012        | Wu Jingyu (CHN)              | Brigitte Yagüe (ESP)    | Lucija Zaninović (CRO)       |
| Rio de Janeiro 2016 | Kim So-hui (KOR)             | Tijana Bogdanović (SRB) | Patimat Abakarova (AZE)      |
| Rio de Janeiro 2016 | Kim So-hui (KOR)             | Tijana Bogdanović (SRB) | Panipak Wongpattanakit (THA) |
| Tokyo 2020          | Panipak Wongpattanakit (THA) | Adriana Cerezo (ESP)    | Avishag Semberg (IRS)        |
| Tokyo 2020          | Panipak Wongpattanakit (THA) | Adriana Cerezo (ESP)    | Tijana Bogdanović (SRB)      |
| Paris 2024          | Panipak Wongpattanakit (THA) | Guo Qing (CHN)          | Lena Stojković (CRO)         |
| Paris 2024          | Panipak Wongpattanakit (THA) | Guo Qing (CHN)          | Mobina Nematzadeh (IRI)      |

### Poids légers
| Édition             | Or                       | Argent                | Bronze                   |
| ------------------- | ------------------------ | --------------------- | ------------------------ |
| Moins de 57 kg      |                          |                       |                          |
| Sydney 2000         | Jung Jae-eun (KOR)       | Trần Hiếu Ngân (VIE)  | Hamide Bıkçın (TUR)      |
| Athènes 2004        | Jang Ji-won (KOR)        | Nia Abdallah (USA)    | Iridia Salazar (MEX)     |
| Pékin 2008          | Lim Su-jeong (KOR)       | Azize Tanrıkulu (TUR) | Diana López (USA)        |
| Pékin 2008          | Lim Su-jeong (KOR)       | Azize Tanrıkulu (TUR) | Martina Zubčić (CRO)     |
| Londres 2012        | Jade Jones (GBR)         | Hou Yuzhuo (CHN)      | Marlène Harnois (FRA)    |
| Londres 2012        | Jade Jones (GBR)         | Hou Yuzhuo (CHN)      | Tseng Li-Cheng (TPE)     |
| Rio de Janeiro 2016 | Jade Jones (GBR)         | Eva Calvo Gómez (ESP) | Kimia Alizadeh (IRI)     |
| Rio de Janeiro 2016 | Jade Jones (GBR)         | Eva Calvo Gómez (ESP) | Hedaya Malak (EGY)       |
| Tokyo 2020          | Anastasija Zolotic (USA) | Tatiana Minina (ROC)  | Hatice Kübra İlgün (TUR) |
| Tokyo 2020          | Anastasija Zolotic (USA) | Tatiana Minina (ROC)  | Lo Chia-ling (TPE)       |
| Paris 2024          | Kim Yu-jin (KOR)         | Nahid Kiani (IRI)     | Kimia Alizadeh (BUL)     |
| Paris 2024          | Kim Yu-jin (KOR)         | Nahid Kiani (IRI)     | Skylar Park (CAN)        |

### Poids moyens
| Édition             | Or                     | Argent                    | Bronze                  |
| ------------------- | ---------------------- | ------------------------- | ----------------------- |
| Moins de 67 kg      |                        |                           |                         |
| Sydey 2000          | Lee Sun-hee (KOR)      | Trude Gundersen (NOR)     | Yoriko Okamoto (JPN)    |
| Athènes 2004        | Luo Wei (CHN)          | Elisavet Mystakidou (GRE) | Hwang Kyung-seon (KOR)  |
| Pékin 2008          | Hwang Kyung-seon (KOR) | Karine Sergerie (CAN)     | Gwladys Épangue (FRA)   |
| Pékin 2008          | Hwang Kyung-seon (KOR) | Karine Sergerie (CAN)     | Sandra Šarić (CRO)      |
| Londres 2012        | Hwang Kyung-seon (KOR) | Nur Tatar (TUR)           | Helena Fromm (GER)      |
| Londres 2012        | Hwang Kyung-seon (KOR) | Nur Tatar (TUR)           | Paige McPherson (USA)   |
| Rio de Janeiro 2016 | Oh Hye-ri (KOR)        | Haby Niaré (FRA)          | Ruth Gbagbi (CIV)       |
| Rio de Janeiro 2016 | Oh Hye-ri (KOR)        | Haby Niaré (FRA)          | Nur Tatar (TUR)         |
| Tokyo 2020          | Matea Jelić (CRO)      | Lauren Williams (GBR)     | Ruth Gbagbi (CIV)       |
| Tokyo 2020          | Matea Jelić (CRO)      | Lauren Williams (GBR)     | Hedaya Wahba (EGY)      |
| Paris 2024          | Viviana Márton (HUN)   | Aleksandra Perišić (SRB)  | Sarah Chaari (BEL)      |
| Paris 2024          | Viviana Márton (HUN)   | Aleksandra Perišić (SRB)  | Kristina Teachout (USA) |

### Poids lourds
| Édition             | Or                   | Argent                     | Bronze                       |
| ------------------- | -------------------- | -------------------------- | ---------------------------- |
| Plus de 67 kg       |                      |                            |                              |
| Sydney 2000         | Chen Zhong (CHN)     | Natalia Ivanova (RUS)      | Dominique Bosshart (CAN)     |
| Athènes 2004        | Chen Zhong (CHN)     | Myriam Baverel (FRA)       | Adriana Carmona (VEN)        |
| Pékin 2008          | María Espinoza (MEX) | Nina Solheim (NOR)         | Natália Falavigna (BRA)      |
| Pékin 2008          | María Espinoza (MEX) | Nina Solheim (NOR)         | Sarah Stevenson (GBR)        |
| Londres 2012        | Milica Mandić (SRB)  | Anne-Caroline Graffe (FRA) | Anastasia Baryshnikova (RUS) |
| Londres 2012        | Milica Mandić (SRB)  | Anne-Caroline Graffe (FRA) | María Espinoza (MEX)         |
| Rio de Janeiro 2016 | Zheng Shuyin (CHN)   | María Espinoza (MEX)       | Jackie Galloway (USA)        |
| Rio de Janeiro 2016 | Zheng Shuyin (CHN)   | María Espinoza (MEX)       | Bianca Walkden (GBR)         |
| Tokyo 2020          | Milica Mandić (SRB)  | Lee Da-bin (KOR)           | Althéa Laurin (FRA)          |
| Tokyo 2020          | Milica Mandić (SRB)  | Lee Da-bin (KOR)           | Bianca Walkden (GBR)         |
| Paris 2024          | Althéa Laurin (FRA)  | Svetlana Osipova (UZB)     | Nafia Kus Aydin (TUR)        |
| Paris 2024          | Althéa Laurin (FRA)  | Svetlana Osipova (UZB)     | Lee Da-bin (KOR)             |